# 수비국민학교 본신분교
수비국민학교 본신분교는 경상북도 영양군 수비면 본신리 61에 있었던 초등학교이다.

## 연혁
- 1961년 3월 15일 선미국민학교 본신분교장 설립 인가
- 1961년 5월 5일 선미국민학교 본신분교 개교
- 1963년 1월 1일 온정면 본신리 영양군 수비면 편입, 수비국민학교 본신분교장 개편
- 1970년 12월 31일 교실 1칸 신축
- 1971년 1월 1일 본신국민학교 승격 분리
- 1978년 7월 1일 수비국민학교 본신분교장 격하 편입
- 1985년 ?월 ?일 2학급 축소 편성
- 1992년 3월 1일 폐교 및 수비국민학교 통합